# Saint Sébastien attaché à un arbre
Saint Sébastien attaché à un arbre est une gravure sur cuivre au burin réalisée vers 1501 par l'artiste de la Renaissance allemande Albrecht Dürer (1471-1528).

## Description
Le Saint Sébastien que Dürer grave en 1501 se distingue radicalement, par son iconographie, de son Saint Sébastien appuyé contre la colonne de 1499. Le jeune saint gracile et imberbe a laissé place à un saint barbu, à la silhouette plus corpulente, presque trapue. L'attitude diffère également. Alors que dans le burin de 1499, Sébastien parait comme indifférent à son propre martyre, son corps s'affaisse ici sous l'effet des souffrances éprouvées.

## Iconographie
La possibilité d'un modèle antique a été maintes fois avancée et peut-être ce Saint Sébastien procède-t-il de la reprise d'une composition antérieure imaginée pour représenter Marsyas battu par Apollon. L'iconographie d'un saint souffrant dont les jambes peinent à porter le poids du corps s'inscrit dans la tradition germanique et rappelle à cet égard les burins du Maître E. S. et de Martin Schongauer.